# ميرفي تروي
ميرفي تروي (بالإنجليزية: Murphy Troy)‏ (31 مايو 1989 في الولايات المتحدة - ) هو لاعب كرة طائرة شاطئية ولاعب كرة طائرة الولايات المتحدة في مركز ضارب خارجي ‏. شارك في الكرة الطائرة في الألعاب الأولمبية الصيفية 2016.

## وصلات خارجية
- ميرفي تروي على موقع الاتحاد الدولي beach volleyball database (الإنجليزية)
- ميرفي تروي على موقع الاتحاد الأوروبي (الإنجليزية)
- ميرفي تروي على موقع دوري الدرجة الأولى الإيطالي للكرة الطائرة - رجال (الإيطالية)
- ميرفي تروي على موقع أوليمبيديا (الإنجليزية)
- ميرفي تروي على موقع اللجنة الأولمبية والبارالمبية الأمريكية (الإنجليزية)